# 홍군역
홍군역(洪君驛)은 조선민주주의인민공화국 함경남도 허천군에 위치해 있는 허천선의 철도역이다. 허천군의 신흥로동자구 안에 있으며 단천청년역에서 80.3km 떨어져 있다.